# Bifröst

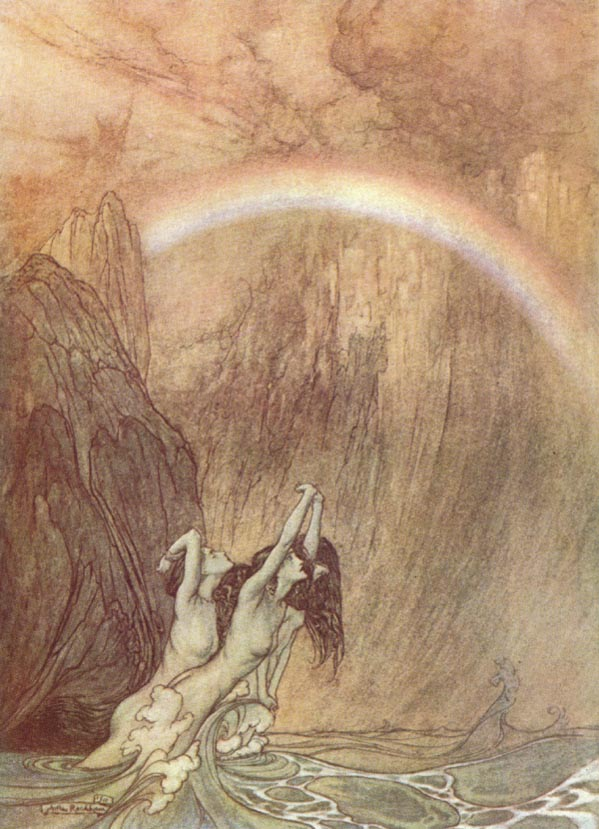
Bifrost - Arthur Rackham.

Bifröst (ve Starší Eddě Bilröst) je v severské mytologii duhový most spojující Midgard, zemi lidí, s Ásgardem, světem bohů.
Bifröst vytvořili Ásové (nazývá se proto také Asbru - Most Ásů) a každý den po něm sjíždějí k Urdině studni na setkání s ostatními bohy. Most je tříbarevný a planoucí ohně zabarvují jeho okraj do červenooranžova. Je to jediná cesta do Ásgardu, proto jej před obry musí střežit bůh Heimdall.
Během ragnaröku se most zřítí, když přes něj přejede Surt s dalšími ohnivými obry z Múspellheimu.